# Maurice Lafont
Maurice Lafont (Villeneuve-Saint-Georges, 13 settembre 1927 – Nîmes, 8 aprile 2005) è stato un allenatore di calcio e calciatore francese, di ruolo difensore.

## Carriera
Giocò nella massima serie francese con Nîmes e Tolone.

## Palmarès

### Giocatore

#### Competizioni nazionali
- Coppa Charles Drago: 1

Nîmes: 1956
- Campionato francese di seconda divisione: 1

Nîmes: 1949-1950